# Literární skupina
Literární skupina bylo sdružení moravských autorů, kteří se hlásili k expresionismu. Působila v letech 1921—1929. Vydávala časopis Host.

## Činnost skupiny
Literární skupina byla založena roku 2. února 1921 na schůzi mladých moravských autorů v Brně. O rok později (1922) byl vydán jejich Manifest (Naše naděje, víra a práce), který kladl velký důraz na mravní přeměnu lidí a jejich „sbratření“. Jeho důsledkem byly ale rozpory mezi členy skupiny a odchod Jiřího Wolkera do Devětsilu.
Cíle této skupiny byly podobné Devětsilu – tj. představovat nové postupy, nový vztah k věcem a životu. František Götz byl iniciátorem spolupráce s Devětsilem, která byla schválena roku 1924. Členové Devětsilu publikovali v Hostu a jeho členové Jaroslav Seifert a Karel Teige pracovali v jeho redakci. Byla zde uveřejněna i některá pro Devětsil stěžejní díla, např. oba manifesty poetismu. Někteří členové Literární skupiny s tímto postupem nesouhlasili a ze skupiny vystoupili (Konstantin Biebl, Zdeněk Kalista a další).
Se zánikem časopisu Host v roce 1929 skončila i Literární skupina.

## Představitelé

### Zakladatelé
- Lev Blatný (první předseda)
- František Götz
- Josef Chaloupka
- Dalibor Chalupa
- Čestmír Jeřábek
- Bohuš Stejskal
- Bartoš Vlček
- Jiří Wolker (do roku 1922)

### Členové (výběr)
- Konstantin Biebl
- Miloš Jirko
- Svata Kadlec
- Zdeněk Kalista
- Miloslav Nohejl
- Antonín Matěj Píša
- Arnošt Ráž